# 弗賴巴托洛梅德斯卡薩斯
弗賴巴托洛梅德斯卡薩斯（西班牙語：Fray Bartolomé de las Casas），是危地馬拉的城鎮，位於該國北部，由上維拉帕斯省負責管轄，始建於1980年4月21日，面積1,229平方公里，海拔高度156米，2003年人口46,468，人口密度每平方公里37人。